# Alceu Amoroso Lima
Alceu Amoroso Lima (Petrópolis, 11 décembre 1893 - Rio de Janeiro, 14 août 1983) est un journaliste, écrivain et fondateur de la démocratie chrétienne brésilienne.

## Biographie
Né dans une famille bourgeoise de Rio dans un milieu « athée et jacobin », Alceu Amoroso Lima étudie au Colégio Pedro II, obtenant un diplôme de droit en 1913. Influencé par le positivisme, il voyage à Paris, mais le choc de la Première Guerre mondiale le conduit à s'éloigner de celui-ci, sous l'influence de Jackson de Figueiredo, G. K. Chesterton et Jacques Maritain.
Après une polémique avec le converti Jackson de Figueiredo, partisan d'un « catholicisme intransigeant » (avec le modernisme), Lima se convertit ainsi au catholicisme en 1928, événement qu'il relata dans Adeus à disponibilidade e outros adeuses (1928). Il devint la même année dirigeant du Centre Dom Vital, fondé par de Figueiredo et qui diffusait des idées anti-modernistes, anticommunistes et antilibérales.
Critique littéraire sous le pseudonyme de Tristão de Ataíde, il était par ailleurs dirigeant de l'entreprise Cometa, héritée de son père. Il se maria avec Maria Teresa de Faria (1899-1981), la fille de l'écrivain Alberto de Faria (pt).
Il est secrétaire de la Ligue électorale catholique, créée par le cardinal-archevêque de Rio Sebastião Leme en vue d'agir dans la sphère politique (sans être un parti) à l'approche des élections de 1933. Lima préside également la Junte nationale de l'Action catholique, créée en 1935, jusqu'en 1945, et fonde l'Institut catholique d'études supérieures en 1932 et l'Universidade Santa Úrsula (pt) (privée), à Rio, en 1937.
Il entra en 1935 à l'Académie brésilienne des lettres; obtint en 1964 le Prêmio Juca Pato (pt) de littérature et en 1979 le Prêmio Jabuti de Literatura (pt).
Proche dans les années 1930 de l'intégralisme, le mouvement fascisant de Plínio Salgado, il s'en écarta sous l'influence de Jacques Maritain, avec qui il est en correspondance, déclarant plus tard qu'il pensait que Dieu était à droite. Il n'hésitait pas, alors, à faire des déclarations antisémites.
Alceu Lima fit partie des fondateurs de l'Organisation démocrate-chrétienne d'Amérique (ODCA) en 1947, aux côtés, notamment, du futur président chilien Eduardo Frei Montalva. L'un des représentants du Brésil au Concile Vatican II, avec l'archevêque Hélder Câmara, il fut l'un des fondateurs de la démocratie chrétienne brésilienne. De 1967 à 1972, il fut membre du Conseil pontifical Justice et Paix.
Il fut professeur de sociologie à l'École normale de Rio, d'économie politique à la faculté de droit et de littérature brésilienne à l'université du Brésil et à l'université pontificale catholique de Rio de Janeiro, puis recteur de l'Université du District fédéral, et président du Centre D. Vital entre 1928 et 1968. Il fut également membre du Conselho Nacional de Educação (pt). Lima vécu en France, chargé de cours sur la « civilisation brésilienne » à la Sorbonne, et aux États-Unis au début des années 1950.
Sous la dictature militaire (1964-1985), il critiqua fortement la censure.